# Phalonidia
Phalonidia là một chi bướm đêm thuộc phân họ Tortricinae của họ Tortricidae.

## Các loài
- Phalonidia acrota Razowski, 1993
- Phalonidia aetheria Razowski, 1967
- Phalonidia affinitana (Douglas, 1846)
- Phalonidia alassosaccula Razowski, 1997
- Phalonidia albicaput Razowski & Becker, 2002
- Phalonidia albipalpana (Zeller, 1847)
- Phalonidia amasiana (Ragonot, 1894)
- Phalonidia argyraspis (Razowski, 1984)
- Phalonidia assensus Razowski, 1967
- Phalonidia basiochreana Kearfott, 1907
- Phalonidia bassii Razowski, 1999
- Phalonidia brilhanteana (Razowski & Becker, 1983)
- Phalonidia cermatia Razowski & Becker, 2002
- Phalonidia charagmophora Razowski, 1999
- Phalonidia chlaenites Razowski & Becker, 2002
- Phalonidia chloridia Razowski & Becker, 1994
- Phalonidia chlorolitha (Meyrick, 1931)
- Phalonidia cholovalva Razowski & Wojtusiak, 2006
- Phalonidia claudia Razowski & Wojtusiak, 2006
- Phalonidia contractana (Zeller, 1847)
- Phalonidia coreana Byun & Li, 2006
- Phalonidia curvistrigana (Stainton, 1859)
- Phalonidia diamphidia (Clarke, 1968)
- Phalonidia diaphona Razowski & Becker, 1986
- Phalonidia dotica Razowski, 1993
- Phalonidia droserantha Razowski, 1970
- Phalonidia dyas (Razowski & Becker, 1983)
- Phalonidia dysmorphia (Clarke, 1968)
- Phalonidia dysodona (Caradja, 1916)
- Phalonidia ecuadorensis Razowski, 1967
- Phalonidia elderana (Kearfott, 1907)
- Phalonidia electra Razowski & Becker, 2002
- Phalonidia embaphion (Razowski, 1984)
- Phalonidia fatua (Razowski & Becker, 1983)
- Phalonidia fraterna Razowski, 1970
- Phalonidia fulvimixta (Filipjev, 1940)
- Phalonidia gilvicomana (Zeller, 1847)
- Phalonidia haesitans Razowski & Becker, 1994
- Phalonidia hapalobursa Razowski & Becker, 1986
- Phalonidia haplobursa Razowski, in Heppner, 1995
- Phalonidia horrens (Razowski & Becker, 1983)
- Phalonidia hypagosocia Razowski, 1993
- Phalonidia introrsa Razowski, 1993
- Phalonidia jequieta Razowski & Becker, 2002
- Phalonidia julianiensis Liu & Ge, 1991
- Phalonidia karsholti Razowski, 1993
- Phalonidia kathetospina Razowski, 1993
- Phalonidia lacistovalva Razowski & Becker, 2002
- Phalonidia latifasciana Razowski, 1970
- Phalonidia latipunctana (Walsingham, 1879)
- Phalonidia lepidana (Clemens, 1860)
- Phalonidia lochites Razowski, 1993
- Phalonidia loipa Razowski, 1994
- Phalonidia lojana Razowski & Becker, 2002
- Phalonidia lydiae (Filipjev, 1940)
- Phalonidia manniana (Fischer von Rslerstamm, 1839)
- Phalonidia meizobursa Razowski & Becker, 1994
- Phalonidia melanothicta (Meyrick, 1927)
- Phalonidia melletes Razowski & Becker, 1994
- Phalonidia memoranda Razowski, 1997
- Phalonidia mesomerista Razowski, 1994
- Phalonidia mesotypa Razowski, 1970
- Phalonidia mimohospes (Razowski & Becker, 1983)
- Phalonidia nicotiana Liu & Ge, 1991
- Phalonidia nonaxyra Razowski, 1994
- Phalonidia ochracea Razowski, 1967
- Phalonidia ochrimixtana (Zeller, 1877)
- Phalonidia ochrochraon Razowski & Becker, 2002
- Phalonidia olivana (Razowski, 1967)
- Phalonidia ontariana Razowski, 1997
- Phalonidia paliki (Razowski & Becker, 1983)
- Phalonidia parapellax Razowski, 1999
- Phalonidia parvana Kawabe, 1980
- Phalonidia pellax (Razowski & Becker, 1983)
- Phalonidia phlebotoma Razowski & Becker, 1994
- Phalonidia praemorsa Razowski, 1993
- Phalonidia remota (Razowski & Becker, 1983)
- Phalonidia rufoatra Razowski, 1992
- Phalonidia sarovalva Razowski, 1993
- Phalonidia scabra Liu & Ge, 1991
- Phalonidia scolopis Razowski, 1993
- Phalonidia silvestris Kuznetzov, 1966
- Phalonidia squalida (Razowski & Becker, 1983)
- Phalonidia stirodelphys (Diakonoff, 1976)
- Phalonidia submissana (Zeller, 1877)
- Phalonidia swammerdamiana (Zeller, 1877)
- Phalonidia synucha Razowski & Becker, 1986
- Phalonidia thryptica Razowski, 1994
- Phalonidia trabalea Razowski & Becker, 1994
- Phalonidia unguifera (Razowski, 1976)
- Phalonidia vorticata (Meyrick, 1912)
- Phalonidia walkerana Razowski, 1967
- Phalonidia zygota Razowski, 1964